# Ellen Franz
Pour les articles homonymes, voir Franz.
Hermine Hélène Maria Augusta Franz, ou Ellen Franz, née le 30 mai 1839 à Naumbourg (Saale) et morte le 24 mars 1923 à Meiningen, plus tard duchesse Hélène Freifrau von Heldburg par mariage, est une pianiste, actrice de théâtre et professeur d'art dramatique allemande.

## Biographie
Fille de Hermann Franz, directeur d'une école de commerce et de l'aristocrate écossaise, Sarah Grant, Ellen naît le 30 mai 1839 à Naumbourg, Allemagne. Elle grandit à Berlin où elle prend des cours de piano avec le chef d'orchestre Hans von Bülow qui la présentera à Cosima Liszt Wagner, l'une de ses meilleures amies tout au long de sa vie. Elle prend également des cours de théâtre auprès de Frieb Blumauer et Heinrich Marr (de) et monte sur les planches pour faire ses débuts d'actrice à Gotha, en 1860. Par la suite, elle est engagée à Stettin, Francfort, Oldenbourg et à Mannheim mais c'est grâce à Friedrich von Bodenstedt qu'elle fait sa première apparition au théâtre de la Cour de Meiningen, en 1867. À partir de cette année-là et jusqu'en 1873, elle y jouera des rôles importants de jeunes filles.
Dès 1868, Ellen a une liaison avec Georges II de Saxe-Meiningen-Hildburghausen qui dirigeait le théâtre et travaillait à la réforme de la mise en scène. Grâce à sa position privilégiée, Ellen a pu apporter d'importantes contributions à la réforme. Le 18 mars 1873, Ellen et Georges se marient à la Villa Feodora de Bad Liebenstein. À cause de ses origines bourgeoises, le duc décide de l'anoblir peu après leur union, lui donnant le nom et le titre de Helene Freifrau von Heldburg. Troisième épouse du duc, elle devient également, par le mariage de son fils Bernard, la belle-mère de Charlotte de Prusse, la sœur aînée du futur empereur Guillaume II.
Hélène, Georges II et le régisseur Ludwig Chronegk mènent une profonde réforme théâtrale en amenant les "principes de Meiningen" (voir Meininger Prinzipien (de)) et apportent la notoriété au théâtre de Meiningen. Hélène travaillait à la dramaturgie, s'occupait du recrutement et de la formation des jeunes élèves tandis que son époux, Georges et Ludwig se chargeaient de la régie, des décors et des costumes (voir Meininger (de)). Grâce à l'amitié liant Hélène à Cosima Wagner, la Meininger Hofkapelle a pu travailler avec Richard Wagner, Johannes Brahms et a permis également à Hans von Bülow d'en de venir le chef d'orchestre.
Après la mort du duc Georges II, en 1914, Hélène passe beaucoup de temps sur leurs terres de Veste Heldburg (de) et, à partir de 1918, elle réside au Palais „Helenenstift“, construit pour elle en 1891/92. Aujourd'hui, il est connu sous le nom de Palais am Prinzenberg (de). Après son décès, à l'âge de 83 ans, en 1923, Hélène est enterrée aux côtés de Georges II dans une tombe commune du cimetière paysager de Meiningen.